# دون أرماند
دون أرماند (بالإنجليزية: Don Armand)‏ هو لاعب اتحاد الرغبي جنوب أفريقي، ولد في 23 سبتمبر 1988 في هراري في زيمبابوي.

## وصلات خارجية
- دون أرماند على موقع دوري الرغبي الممتاز (الإنجليزية)
- دون أرماند عل موقع إسبنسكروم (الإنجليزية)
- دون أرماند على موقع ItsRugby.co.uk (الإنجليزية)